# Esplosione di Halifax
L'esplosione di Halifax è avvenuta il 6 dicembre 1917 ad Halifax (Nuova Scozia, Canada). Con una potenza di 2,9 chilotoni è la più potente esplosione di origine artificiale prima dell'utilizzo della bomba atomica.

## Antefatto
Durante la prima guerra mondiale, il Canada in quanto membro del Commonwealth britannico, contribuiva allo sforzo bellico inviando truppe, materiali militari ed esplosivi alle forze alleate dislocate in Europa. La cittadina di Halifax, proprio grazie al fatto di trovarsi sulle sponde dell'Oceano Atlantico, aveva l'importante funzione di principale porto marittimo per il traffico militare da e per l'Europa. Questa situazione, sommata al fatto di essere il principale porto d'ingresso per i nuovi immigrati, aveva portato la città di Halifax a godere di un vero e proprio "boom economico", con conseguente rapida crescita della città.
In breve tempo, dallo scoppiare delle ostilità, il porto (strutturato per sopportare un limitato traffico navale) divenne il maggior punto d'attracco per la flotta mercantile alleata, situazione che portò in pochi mesi ad un vero e proprio sovraffollamento navale nell'area portuale, con conseguenti problemi di manovra per le unità alleate. Questo sovraffollamento divenne ancora più critico da quando, a partire dal 1917, venne organizzato in modo stabile il sistema di raggruppare le navi in convogli per poter contrastare più efficacemente l'attacco dei sommergibili tedeschi, e Halifax divenne il principale punto di concentramento delle navi e creazione dei convogli.

## L'esplosione

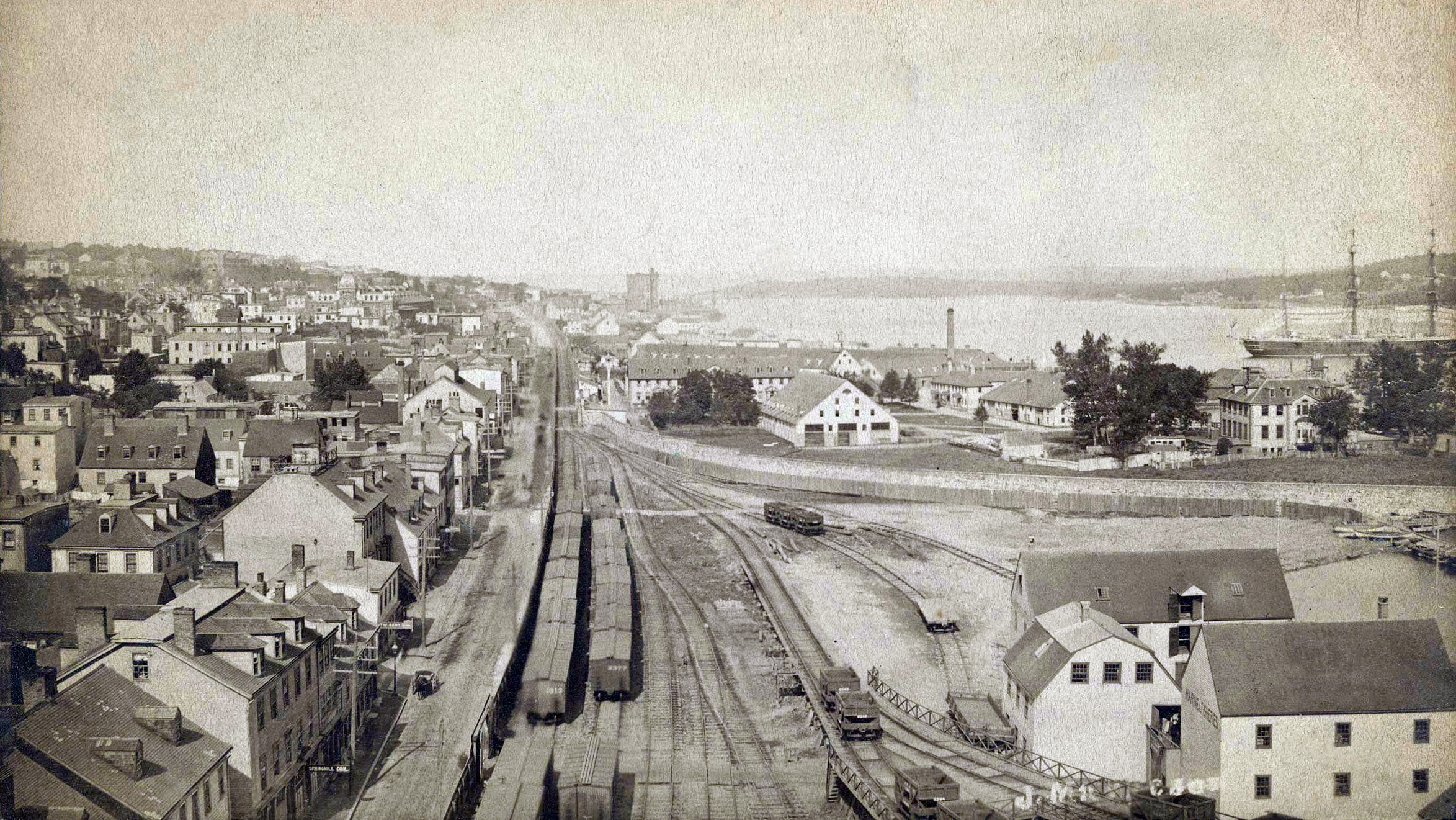
Panoramica da nord che mostra l'area in seguito devastata dall'esplosione.

All'alba del giorno 6 dicembre 1917 il porto di Halifax si presentava estremamente trafficato da navi mercantili militari. Le navi alla fonda nella rada o attraccate ai moli erano diverse decine, di cui molte battenti bandiere di nazioni alleate al Canada. Tra queste si trovava la nave francese Mont Blanc, salpata qualche giorno prima da New York e giunta ad Halifax per unirsi ad un convoglio navale alleato, che trasportava diverse tipologie di materiali esplosivi, nella quantità di circa 2.653 tonnellate. La nave, contravvenendo alla regolamentazione sul traffico navale militare, aveva ammainato la bandiera di identificazione (che avrebbe permesso di determinarne il carico estremamente pericoloso), per evitare di essere bersagliata dagli U-Boot tedeschi che mesi prima avevano affondato svariate navi mercantili alleate.
Nel frattempo, poco prima dell'arrivo della Mont Blanc, la sera del giorno 5 dicembre, la nave mercantile Imo (cargo militare norvegese diretto in Belgio), era appena riuscita ad entrare nel porto e caricare il materiale da trasportare in Europa. Alle prime luci del 6 dicembre, quando la Mont Blanc si apprestava ad oltrepassare lo stretto ed entrare in porto, la Imo si apprestava a percorrere la stessa rotta ma in senso opposto per uscire dal porto.

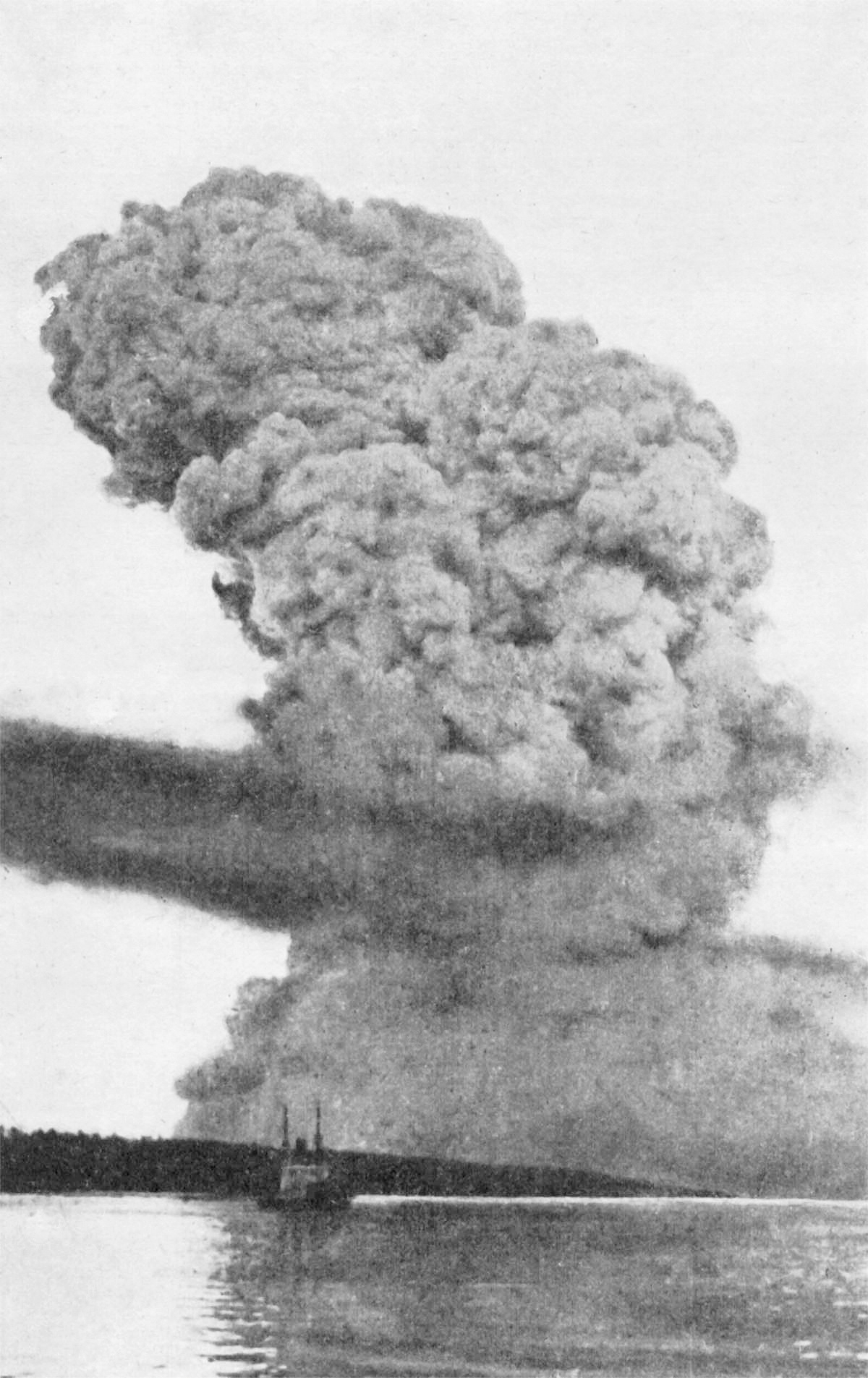
Nube formatasi dopo l'esplosione.

Alle ore 8:45 AM del 6 dicembre, dopo una serie di manovre evasive per evitarsi ed a causa di errate comunicazioni tra i due equipaggi, la Imo andava a collidere contro la Mont Blanc, aprendo una grossa falla nello scafo della nave francese e facendone uscire buona parte del carico, tra cui benzina, estremamente infiammabile. Pochi istanti dopo, mentre la Imo tentava di arretrare per staccarsi dalla Mont Blanc, il ponte di quest'ultima, totalmente invaso di benzina, s'incendiò. In breve l'incendio invase tutta la nave e l'equipaggio, consapevole di non poter far nulla per salvare la nave, su ordine del comandante mise in mare le scialuppe di salvataggio ed in breve la Mont Blanc si trasformò in una nave fantasma alla deriva con in atto un devastante incendio.
Alcune navi militari presenti nella rada tentarono svariate azioni di soccorso e spegnimento dell'incendio, ma nessuna di queste fu in grado di riportare la situazione sotto controllo; nel frattempo, la corrente marina aveva fatto muovere la Mont Blanc in direzione dell'area portuale e centrale della città di Halifax. Trascinata dalla corrente la Mont Blanc andò a collidere con il molo n. 6 del porto di Halifax, incendiando anche la struttura di questo. Nonostante l'intervento di tutte le squadre antincendio cittadine, il fuoco continuò ad aumentare.
Lo spettacolo si rese visibile in tutta la città, tanto che migliaia di persone, attirate da quello che stava accadendo, si riversarono nei moli cittadini adiacenti per osservare meglio l'evolversi della situazione. Alle ore 9:04:35, la temperatura dell'incendio raggiunse il livello critico, facendo detonare in un colpo solo tutto il materiale esplosivo contenuto nella stiva della Mont Blanc. È stato calcolato che la potenza dell'esplosione sia stata di circa 3 chilotoni.
Per effetto dell'esplosione, la nave Mont Blanc venne letteralmente polverizzata e l'onda d'urto prodotta rase al suolo qualsiasi struttura si trovasse nel raggio di 1,6 chilometri. Circa 2.000 persone vennero uccise dalla detonazione e le case (in maggioranza di legno) incenerite, distrutte oppure incendiate dal calore. Quando la nube a fungo, prodotta dall'esplosione, iniziò a diradarsi, lentamente i sopravvissuti poterono comprendere la reale drammaticità di ciò che era appena accaduto. Buona parte dei quartieri nord di Halifax era letteralmente stata spazzata via e solo le strutture di cemento erano riuscite a salvarsi.
Il giorno dopo l'esplosione, iniziarono ad arrivare gli aiuti da tutto il mondo. Per ironia della sorte la città venne investita da una pesante bufera di neve, che complicò l'arrivo dei soccorsi, ma allo stesso tempo aiutò a tenere sotto controllo gli incendi. Nonostante questo, in pochi giorni i sopravvissuti poterono trovare alloggi sicuri, pasti caldi e poterono ricominciare la loro vita di sempre. La città è stata in seguito ricostruita e il porto è il più grande porto canadese sull'Oceano Atlantico. È inoltre sede di una delle più importanti basi della Royal Canadian Navy.

## Dati tecnici
- Senzatetto: 25.000 circa
- Superficie della distruzione: 1,40 km²
- Raggio dell'onda d'urto: 1,6 km
- Distanza dei danni minimi provocati: 16 km
- Distanza massima a cui si è udita l'esplosione: 360 km
- Distanza di ritrovamento dell'ancora della Mont Blanc: 3,78 km
- Distanza di ritrovamento di un cannone della Mont Blanc: 5,5 km

## Commemorazioni
Ogni anno, dal giorno del disastro, a Natale, la città di Halifax dona a quella di Boston (Massachusetts, Stati Uniti) un albero di Natale in segno di ringraziamento per l'immane sforzo sostenuto dalla Croce Rossa della città americana per aiutare i sopravvissuti.
Per commemorare le vittime dell'esplosione, la municipalità di Halifax ha eretto un piccolo monumento di marmo nero e bianco in uno dei maggiori parchi pubblici cittadini.